# Ray Lovejoy
Pour les articles homonymes, voir Lovejoy.
Ray Lovejoy, né le 18 février 1939 et mort à Londres le 18 octobre 2001, est un monteur de film britannique ayant une trentaine d’œuvres à son actif. Il a eu notamment une collaboration remarquable avec le réalisateur Peter Yates pour qui il a travaillé sur plus de six films, dont L'Habilleur (The Dresser, 1983), qui a été nommé pour de nombreux BAFTA Awards et Oscars Il a également beaucoup travaillé avec Stanley Kubrick dont 2001, l'Odyssée de l'espace (1968).

## Filmographie partielle
- 1964 : Docteur Folamour (Dr. Strangelove or: How I Learned to Stop Worrying and Love the Bomb) de Stanley Kubrick (montage sonore, avec Leslie Hodgson)
- 1968 : 2001, l'Odyssée de l'espace (2001: A Space Odyssey) de Stanley Kubrick
- 1972 : A Day in the Death of Joe Egg de Peter Medak
- 1972 : Dieu et mon droit (The Ruling Class) de Peter Medak
- 1972 : Fear Is the Key de Michael Tuchner
- 1973 : Ghost in the Noonday Sun de Peter Medak
- 1975 : Side by Side de Bruce Beresford
- 1975 : Never Too Young to Rock
- 1980 : Shining de Stanley Kubrick
- 1983 : Krull de Peter Yates
- 1983 : L'Habilleur (The Dresser) de Peter Yates
- 1984 : Sheena, reine de la jungle (Sheena) de John Guillermin
- 1985 : Eleni de Peter Yates
- 1986 : Aliens, le retour (Aliens) de James Cameron
- 1987 : Suspect dangereux (Suspect) de Peter Yates
- 1988 : Homeboy de Michael Seresin
- 1988 : Une femme en péril (The House on Carroll Street) de Peter Yates
- 1989 : Batman de Tim Burton
- 1990 : Mister Frost de Philippe Setbon
- 1991 : L'Âge de vivre (L'Âge de vivre Let Him Have It) de Peter Medak
- 1992 : Year of the Comet de Peter Yates
- 1993 : Kalahari (A Far Off Place) de Mikael Salomon
- 1994 : Mon ami Dodger (Monkey Trouble) de Franco Amurri
- 1996 : Rainbow de Bob Hoskins
- 1995 : Mrs. Munck de Diane Ladd
- 1996 : The Last of the High Kings de David Keating
- 1997 : Les Années rebelles (Inventing the Abbotts) de Pat O'Connor
- 1998 : Perdus dans l'espace (Lost in Space) de Stephen Hopkins
- 1999 : Crinière au vent, une âme indomptable (Running Free) de Sergei Bodrov
- 2001 : The Quickie de Sergei Bodrov
- 2002 : Vacuums de Luke Cresswell

## Distinctions
- 1987 : nomination pour l'Oscar du meilleur montage pour Aliens, le retour à la 59e cérémonie des Oscars